# Arwos
Arwos est une localité située dans le comté de Nandy au Kenya, dans l'ancienne province de la vallée du Rift.
Plusieurs athlètes Kenyans sont originaire de cette région, comme Sammy Koskei ou Benjamin Kogo.